# Femme (escultura)
Femme, también conocida como Mujer o Dona, es una escultura del artista catalán Joan Miró creada en 1981 y expuesta en el Vestíbulo de la Casa de la Ciudad de Barcelona (España) en 1983.

## Historia
La obra fue realizada por el polifacético artista Joan Miró en la Fundición Parellada en 1981 y ofrecida al Ayuntamiento de su ciudad en 1983, poco antes de su fallecimiento. Por aquel entonces, el alcalde Narcís Serra (PSC) ya había empezado a transformar el Vestíbulo de la Casa de la Ciudad de Barcelona en un museo de arte abierto al público que a lo largo de los años se iría ampliando con numerosas obras de artistas destacados.
La figura, que sigue la pauta del universo simbólico del artista a pesar de formar parte de la última época, posee una forma cónica donde se aprecia en la parte superior dos pequeños apéndices curvados en lugar de brazos. También destacan los prominentes glúteos, una concavidad con forma de semilla en su vientre, un destacado corte a la altura del esternón y una cicatriz lunar en el lado derecho de la cara.